# Wauseon (Ohio)
Wauseon es una ciudad ubicada en el condado de Fulton en el estado estadounidense de Ohio. En el Censo de 2010 tenía una población de 7332 habitantes y una densidad poblacional de 545,35 personas por km².

## Geografía
Wauseon se encuentra ubicada en las coordenadas 41°33′12″N 84°8′25″O / 41.55333, -84.14028. Según la Oficina del Censo de los Estados Unidos, Wauseon tiene una superficie total de 13.44 km², de la cual 13.38 km² corresponden a tierra firme y (0.44%) 0.06 km² es agua.

## Demografía
Según el censo de 2010, había 7332 personas residiendo en Wauseon. La densidad de población era de 545,35 hab./km². De los 7332 habitantes, Wauseon estaba compuesto por el 90.28% blancos, el 0.86% eran afroamericanos, el 0.33% eran amerindios, el 0.95% eran asiáticos, el 0.01% eran isleños del Pacífico, el 5.22% eran de otras razas y el 2.35% pertenecían a dos o más razas. Del total de la población el 14.17% eran hispanos o latinos de cualquier raza.